# Kastos

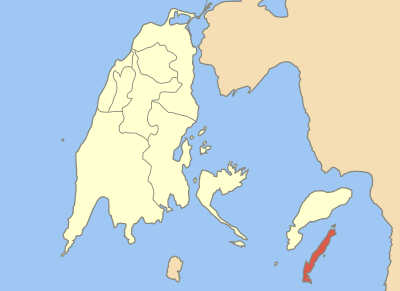
Den långsmala ön

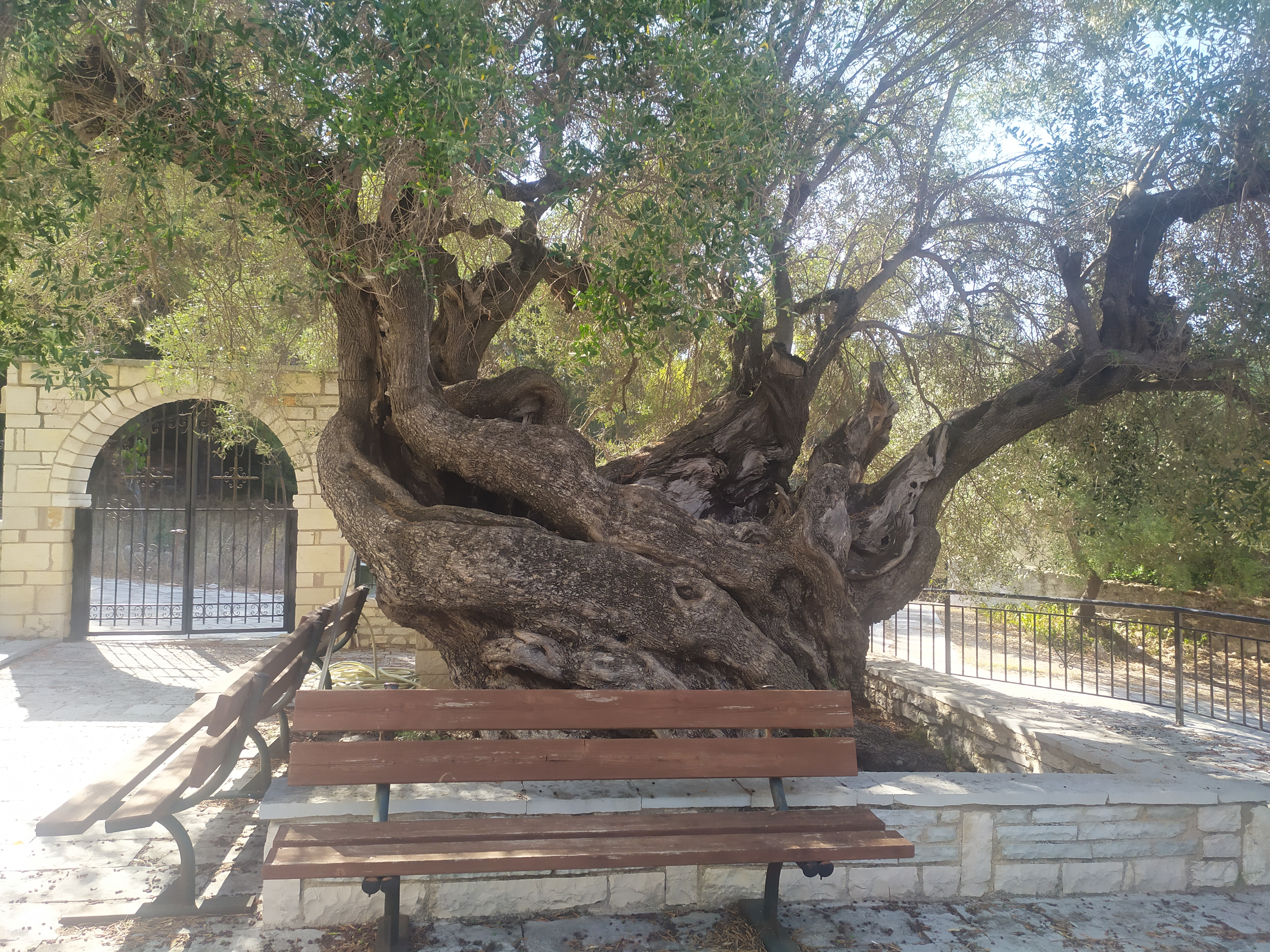
Olivträd på Kastos.

Kastos är en liten långsmal ö söder om Kalamos. Ön tillhör Lefkas, som är en av de Joniska öarna. Det bor bara några familjer på ön, främst sysselsatta med fiske och boskapsskötsel. Det finns en yachthamn där segelbåtarna brukar lägga till på sommaren.